# Move in!
Move in! ist eine TV-Serie auf Sat.1. In „Move in!“ wird Menschen bei der Suche und beim Einzug in die neuen vier Wände geholfen. "Move in!" überrascht zügelwillige Kandidaten mit der Frage: "Willst Du noch heute in deine Traumwohnung umziehen und dabei Geld gewinnen?" Dafür müssen die Kandidaten noch am selben Tag, nach festen Spielregeln und innerhalb eines bestimmten Zeitlimits den Ortswechsel in die neuen vier Wände schaffen. Gelingt es den Kandidaten nicht, bleibt nur der Weg zurück in die alte Wohnung. Die dritte Staffel der Serie wurde inhaltlich überarbeitet.